# 新鉾田站

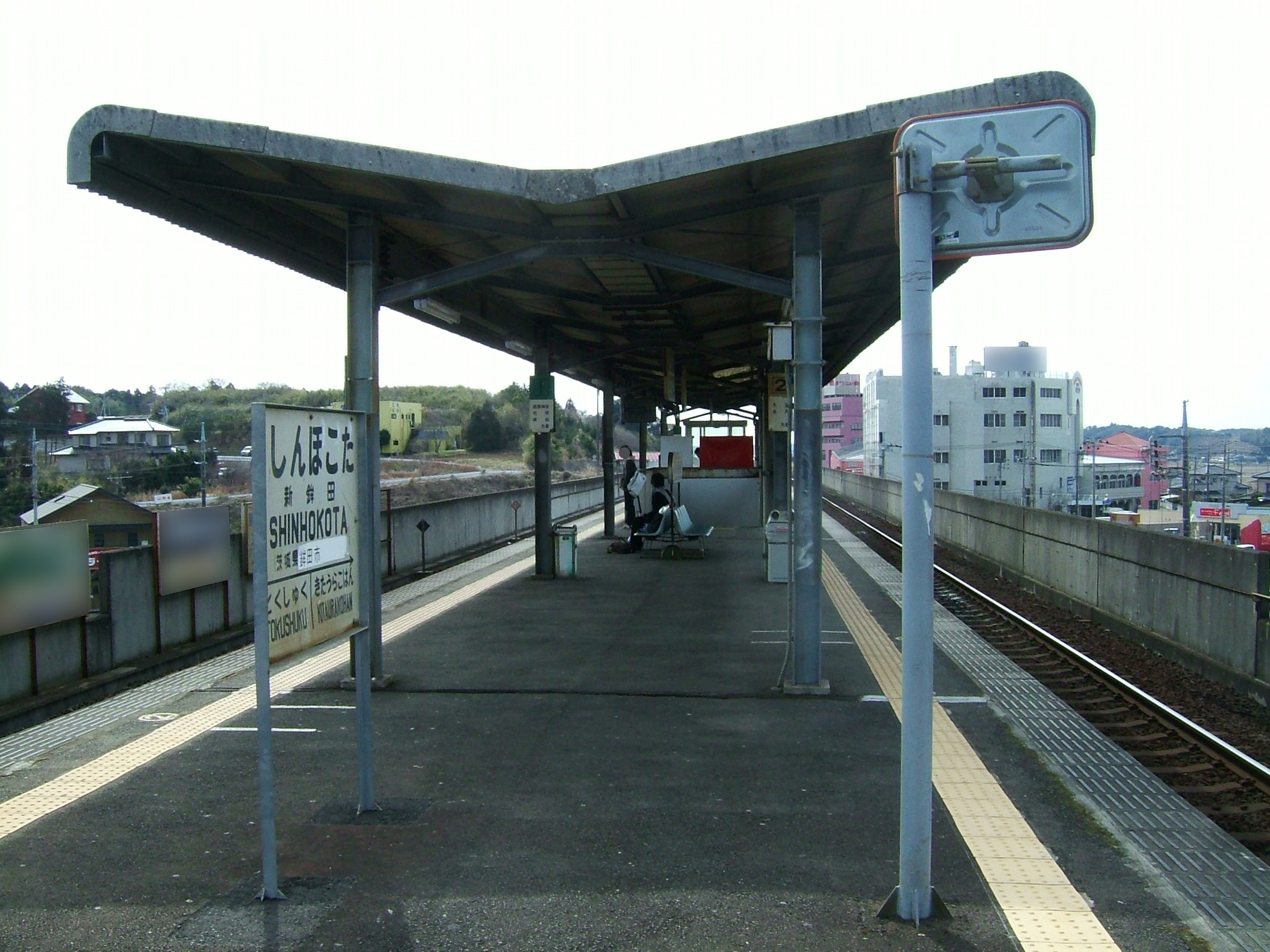
月台（2008年3月）

新鉾田站（日语：／ Shin-Hokota eki */?）是位於茨城縣鉾田市新鉾田一丁目837番3號，鹿島臨海鐵道的大洗鹿島線車站。
此站為鉾田市的代表車站，同時位於該市市中心。鄰近舊·鹿島鐵道線鉾田站和大竹海岸。

## 歷史
- 1985年（昭和60年）3月14日 - 大洗鹿島線開通，此站啟用。

## 車站構造
此站是高架車站，設有1面2線的島式月台。每日設有數班區間列車行走於此站與水戶站之間。
此站是職員配置車站（早上和晚間沒有職員當值）。此站設有售票櫃臺和自動售票機。

### 月台
| 月台 | 路線        | 上下行 | 方向           |
| ---- | ----------- | ------ | -------------- |
| 1    | ■大洗鹿島線 | 下行   | 鹿島神宮方向   |
| 2    | ■大洗鹿島線 | 上行   | 大洗、水戶方向 |

## 在此站的運行形態
- 上行（鹿島旭、大洗、水戶方向）
  - 日間設有大約每小時1班普通列車（前往水戶）停靠，早上和黃昏設有列車從此站出發[1]。
- 下行（大洋、鹿島大野、鹿島神宮方向）
  - 日間設有大約每小時1-2班普通列車（前往鹿島神宮）停靠[1]。

## 使用狀況
| 1日上下車人次變化 | 1日上下車人次變化 |
| 年度              | 1日平均人次       |
| ----------------- | ----------------- |
| 2011年            | 1,458             |
| 2012年            | 1,717             |
| 2013年            | 1,701             |
| 2014年            | 1,565             |
| 2015年            | 1,485             |

## 車站周邊
車站位於舊鉾田町中心的東邊，設有許多空地。在2007年（平成19年）4月1日廢止的鹿島鐵道線鉾田站位於鉾田市區對面，從此站向西步行約20分鐘即可到達該處。另外，在2012年10月1日起，此站設有巴士路線前往茨城機場（後述）。

### 西邊

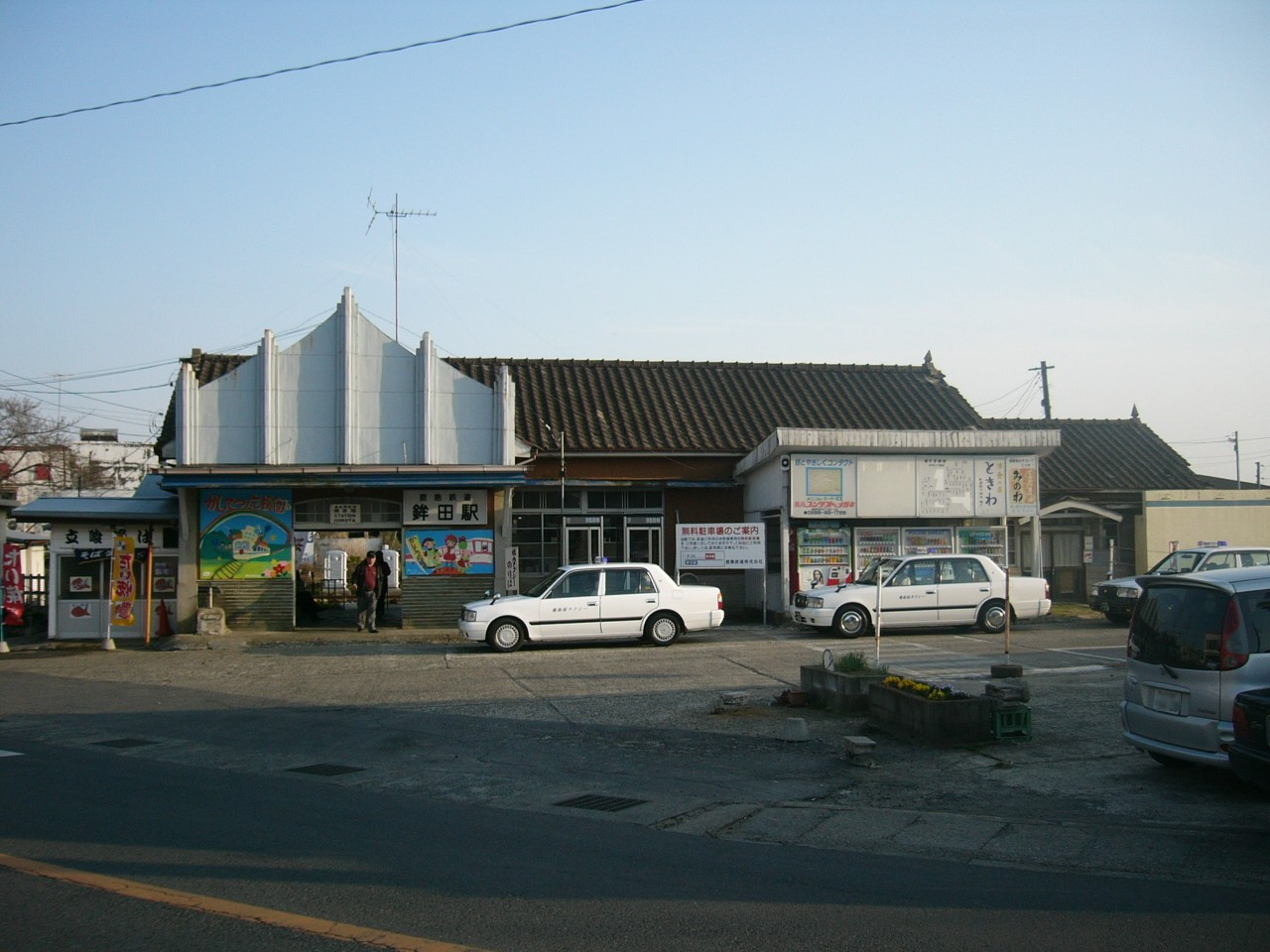
鉾田站遺址變成巴士總站（2006年3月，當時還設有鐵路服務）

市區、鉾田站（舊·鹿島鐵道線）方向
- 水戶信用金庫（日语：水戸信用金庫）鉾田分店
- 雲海儀式
- 綜合結婚場地新麻生
- 新麻生酒店
- 茨城縣立鉾田第一高等學校·附屬中學（日语：茨城県立鉾田第一高等学校・附属中学校）
- 茨城縣立鉾田第二高等學校（日语：茨城県立鉾田第二高等学校）
- 鉾田市立鉾田小學
- 鉾田市立鉾田南中學
- 鉾田郵局（日语：鉾田郵便局）
- 鉾田站前郵局
- 鉾田時尚商場
- 鉾田地方合同廳舍
- 鉾田市政廳（舊·鉾田町（日语：鉾田町）公所）
- 鉾田保健所
- 鉾田市立圖書館

### 東邊
- 市營新鉾田站前停車場
- Trial藥品店鉾田店
- 國土交通省霞浦河川事務所鉾田出張所

## 巴士路線
站前設有「新鉾田站」巴士站和「新鉾田站前」巴士站。
前往成田機場、前往東京站的高速巴士、前往麻生廳舍的急行巴士和一般巴士路線（石岡站、鉾田站、茨城機場方向）均駛入此站。前往水戶市內的巴士路線不途經站前，該巴士路線停靠鉾田站巴士總站。鉾田站巴士總站距離此站約1.5公里（步行約20分鐘）。
- 高速巴士
  - 前往成田機場（玫瑰Liner（日语：ローズライナー (成田空港線)）） - 千葉交通（日语：千葉交通）、茨城交通和日立電鐵交通服務（日语：日立電鉄交通サービス）聯營
  - 前往東京站（日语：東京駅のバス乗り場）（麻生號（日语：あそう号） 麻生廳舍、潮來站、佐原站可上落車） - 關鐵紫色巴士（日语：関鉄グリーンバス）
- 上學急行巴士
  - 前往麻生廳舍 - 關鐵紫色巴士
- 一般巴士路線
  - （鹿鐵巴士（日语：かしてつバス））經玉造（日语：玉造町駅）、小川（日语：常陸小川駅）、石岡市內前往 石岡站行 - 關鐵紫色巴士
  - （鹿鐵巴士）經鉾田市政廳 前往鉾田站 - 關鐵紫色巴士
  - （茨城機場連接巴士（鉾田路線））前往茨城機場 - 關鐵紫色巴士

## 相鄰車站
鹿島臨海鐵道
■大洗鹿島線
德宿－新鉾田－北浦湖畔

## 注腳
1. 1 2  新鉾田駅時刻表.駅探（日語）
2. ↑  国土数値情報(駅別乗降客数データ)  （页面存档备份，存于）（日語） - 國土交通省，2019年7月3日參閲

## 外部連結
- 新鉾田 | 鹿島臨海鐵道株式會社 （页面存档备份，存于）（日語）